# Алежу Гарсия
Алежу Гарсия (на португалски: Alejo García) е португалски авантюрист, колонизатор и изследовател. Участва в няколко експедиции в Южна Америка, като той е първият европеец, който влиза в контакт с инките.

## Биография
Роден е в Алентежу, Португалия, но датата и годината на раждане е неизвестна. Става моряк и служи на Кастилия.
През 1516 участва в експедицията на Хуан Диас де Солис, която открива естуара Ла Плата и устията на реките Парана и Уругвай. След провала на експедицията Гарсия, заедно с 18 други участници в експедицията, претърпяват корабокрушение край южните брегове на Бразилия и се заселват на крайбрежието, където установяват дружески отношение с местните индианци от племето гуарани и извършват разузнавателни походи във вътрешността на страната. От индианците Гарсия и неговите другари научават, че далеч на запад в планините има богата на сребро страна, управлявана от Бял цар, обличащ се в дълга мантия. Това са, очевидно, първите указания, които научават европейците за Империята на инките.
През 1524 с голям отряд от воини-гуарани пресича крайбрежните хребети Серра ду Мар и Серра Жерал и по долината на река Игуасу (1300 км, ляв приток на Парана) достига до Парана, като по пътя открива един от най-грандиозните водопади в света – Игуасу. След това през 1525 г., с многочислена индианска армия от около 2000 души, пресича откритите от него реки Парана и Парагвай, централната част на Лаплатската низина, пясъчно-глинестата равнина Гран Чако и става първият европеец, който прониква в предпланините на Андите – областта Чукисака (горното течение на река Пилкомайо в днешна Боливия), на територията на империята на инките (осем години преди похода на Франсиско Писаро). Целият му маршрут съставлява над 2000 км и преминава по съвършено неизвестни територии. Армията на Гарсия разграбва редица градове и селища на инките, унищожава или разгонва няколко малки отряда на индианците чарка, но отстъпва със заграбените богатства, когато срещу нея се изправят големи сили на противника и благополучно се завръща у дома.
След завръщането си от похода Гарсия започва да убеждава гуараните за нов поход на запад, но те не се съгласяват и през 1525 е убит от своите приятели гуараните недалеч от река Парагвай.